# Cavallo con erpice
Il Cavallo con erpice (Cheval à la herse) è un'opera dello scultore francese Pierre Louis Rouillard, risalente al 1878. Dal 1986 è esposta all'ingresso del museo d'Orsay, a Parigi.

## Storia e descrizione
L'opera, che pesa 2 tonnellate e mezzo e misura 3,5 metri di altezza e 2,23 metri di lunghezza, venne commissionata per decorare la fontana del palazzo del Trocadéro, costruito per l'esposizione universale del 1878. Assieme a quest'opera, vennero scolpite altre tre opere ritraenti degli animali (la Cattura di un giovane elefante di Emmanuel Frémiet, il Toro di Auguste Cain e il Rinoceronte di Henri-Alfred Jacquemart).
Nel 1935, durante la demolizione del palazzo del Trocadéro, le sculture vennero trasferite presso i giardini della porta di Saint-Cloud (uno dei punti di accesso della Parigi odierna), dove rimasero fino al 1985. Se il Toro di Cain sarebbe stato collocato a Nîmes, nel 1986  il Cavallo e le altre due opere vennero poste al di fuori del museo d'Orsay, dopo essere state restaurate presso la fonderia de Coubertin a Saint-Rémy-lès-Chevreuse.
La scultura ritrae un cavallo con una zampa sollevata in aria che osserva un'erpice, uno strumento dotato di spuntoni adoperato nel corso dei lavori agricoli nei campi, situato ai suoi piedi.